# Parafia Chrystusa Króla w Göteborgu
Parafia Chrystusa Króla w Göteborgu (szw. Kristus Konungens katolska församling) – rzymskokatolicka parafia należąca do dekanatu Göteborg Sztokholmskiej Katolickiej Diecezji. Mieści się przy Parkgatan 14.
Parafia została założona w 1862 roku i jest najstarszą z trzech katolickich parafii w Göteborgu. Początkowo liczyła pięćdziesięciu wiernych. Trzy lata później dysponowała własnym kościołem pw. św. Józefa. W 1928 r. parafia zakupiła wolne miejsca w dzielnicy Heden w celu postawienia tam nowej świątyni, szkoły oraz plebanii. 31 października 1937 r. położono kamień węgielny pod budowę kościoła, a 2 października 1938 r. odbyła się w nim pierwsza msza. W tym czasie parafia liczyła już pięciuset wiernych. W 1961 r. było ich już prawie trzy tysiące. Pod koniec lat 90. parafia miała ponad siedem tysięcy wiernych różnych narodowości. Swoim zasięgiem obejmuje gminę Göteborg, z wyjątkiem północno-wschodnich dzielnic miasta. Proboszczem jest Tobias Unnerstål.
Przy parafii działa Caritas.